# تل سفید (اقلید)
تل سفید مربوط به دوران‌های تاریخی پس از اسلام است و در شهرستان اقلید، بخش حسن‌آباد، روستای بابایی واقع شده و این اثر در تاریخ ۱۲ بهمن ۱۳۸۱ با شمارهٔ ثبت ۷۳۳۸ به‌عنوان یکی از آثار ملی ایران به ثبت رسیده است.